# Bagneux (Maine-et-Loire)
Pour les articles homonymes, voir Bagneux.
Bagneux est une ancienne commune française située dans le département de Maine-et-Loire et la région Pays de la Loire. Depuis 1973, elle est rattachée à la ville de Saumur.

## Géographie
Bagneux se situe aux abords de la rivière du Thouet, un des derniers affluents de la rive gauche de la Loire. 

## Toponymie
Le lieu est mentionné dès 1087 comme Balneaolae, ce qui vient du latin balneolum, lui-même dérivé de balneum ou bain. Le nom de Bagneux se réfère aux thermes romains qui y avaient été construits. En 1096, on mentionne une Villa Benniolus, en 1258, on trouve le Prioratus beati Petri de Batnox et en 1277 un Bartholomeus de Betgnos,.

## Histoire
La localisation de nombreux mégalithes, dont les allées couvertes de la Grande Pierre Couverte et la Petite Pierre Couverte, ainsi que la découverte de plusieurs haches et silex préhistoriques attestent d'une présence préhistorique sur le territoire de la commune. Différents vestiges témoignent également d'une présence romaine : sur la rive gauche du Thouet se trouve une voie romaine et en juillet 1840 fut découvert près du Pont Fouchard deux bains romains pavés servant de baignoires et datés du IIe siècle apr. J.-C.,,.
53 habitants de la commune sont morts durant la Première Guerre mondiale, et 15 autres durant la Seconde.
Le 1er février 1973, Bagneux est rattachée à Saumur sous le régime de la fusion-association ; le 1er avril 2014, Bagneux passe du statut de commune associée à celui de commune déléguée comme Dampierre-sur-Loire, Saint-Lambert-des-Levées et Saint-Hilaire-Saint-Florent.

## Politique et administration

### Administration actuelle
La commune est rattachée à Saumur en 1973 avec le statut de commune associée puis en 2014 de commune déléguée. Bagneux dispose d'une mairie déléguée et d'un maire délégué.
| Période                                  | Période  | Identité           | Étiquette | Qualité                                     |
| ---------------------------------------- | -------- | ------------------ | --------- | ------------------------------------------- |
| février 1973                             | 1977     | Jean Fontaine      |           |                                             |
| mars 1977                                | 1983     | Paul Baugé         |           |                                             |
| mars 1983                                | 2001     | Jean-Yves Durand   |           |                                             |
| mars 2001                                | 2004     | Jean-Louis Durozay |           |                                             |
| 2004                                     | 2014     | Noël Néron         |           | Maire de la commune associée Cadre retraité |
| avril 2014                               | En cours | Noël Néron         |           | Maire délégué Cadre retraité                |
| Les données manquantes sont à compléter. |          |                    |           |                                             |

### Administration ancienne
La commune est créée à la Révolution. Elle dispose d'un maire et d'un conseil municipal.
| Période                                  | Période                   | Identité                          | Étiquette | Qualité |
| ---------------------------------------- | ------------------------- | --------------------------------- | --------- | ------- |
| 1793                                     | 1796                      | René Trévillé                     |           |         |
| 1796                                     | 1797                      | Desmé                             |           |         |
| 1797                                     | 1800                      | Guitton Lafrenage                 |           |         |
| 1800                                     | 1808                      | Pierre Guimat                     |           |         |
| 1808                                     | 1815                      | Charles-François Delandes         |           |         |
| 1815                                     | 1816                      | Pierre Guimat                     |           |         |
| 1816                                     | 1820                      | Charles-François Delandes         |           |         |
| 1820                                     | 1832                      | Jean-François Ducroc de Chabannes |           |         |
| 1832                                     | 1837                      | Gabriel Charpentier               |           |         |
| 1837                                     | 1848                      | Paul-Alfred Guérin                |           |         |
| 1848                                     | 11 septembre 1878 (décès) | Ezéchiel Desmarest                |           |         |
| 1878                                     | 1900                      | Michel Chumeau                    |           |         |
| 1900                                     | 1906                      | Paul Taveau                       |           |         |
| 1906                                     | 1908                      | Aristide Bonnet                   |           |         |
| 1908                                     | 1912                      | Raoul Benon                       |           |         |
| 1912                                     | 1913                      | Jules Amard                       |           |         |
| 1913                                     | 1919                      | Alphonse Poisson                  |           |         |
| 1919                                     | 1935                      | Raoul Benon                       |           |         |
| 1935                                     | 1935                      | Jules Duperray                    |           |         |
| 1936                                     | 1940                      | Eugène Moreau                     |           |         |
| 1940                                     | 1944                      | Perrin                            |           |         |
| 1944                                     | 1945                      | Eugène Moreau                     |           |         |
| 1945                                     | 1947                      | Eugène Babin                      |           |         |
| 1947                                     | 1971                      | Louis Mazé                        |           |         |
| mars 1971                                | 1973                      | Jean Fontaine                     |           |         |
| Les données manquantes sont à compléter. |                           |                                   |           |         |

## Population et société
| 1793 | 1800 | 1806 | 1821 | 1831 | 1836 | 1841 | 1846 | 1851 | 1856 |
| ---- | ---- | ---- | ---- | ---- | ---- | ---- | ---- | ---- | ---- |
| 166  | 185  | 155  | 210  | 252  | 309  | 392  | 478  | 846  | 923  |

| 1861  | 1866  | 1872  | 1876  | 1881  | 1886  | 1891  | 1896  | 1901  | 1906  |
| ----- | ----- | ----- | ----- | ----- | ----- | ----- | ----- | ----- | ----- |
| 1 025 | 1 116 | 1 071 | 1 136 | 1 159 | 1 232 | 1 302 | 1 371 | 1 459 | 1 586 |

| 1911  | 1921  | 1926  | 1931  | 1936  | 1946  | 1954  | 1962  | 1968  | - |
| ----- | ----- | ----- | ----- | ----- | ----- | ----- | ----- | ----- | - |
| 1 550 | 1 637 | 1 542 | 1 615 | 1 849 | 2 066 | 2 131 | 2 756 | 3 192 | - |

En 1973, Bagneux compte plus de 3 000 habitants et devient statistiquement une agglomération.

## Culture et patrimoine

### Lieux et monuments
- Les allées couvertes (dolmens) La Grande Pierre Couverte et La Petite Pierre Couverte, classées monuments historiques depuis 1889[11],[12],[13].
- Le château du Vieux Bagneux (XIIIe siècle), monument historique depuis 1970[14].
- Le château de la Perrière (XVe siècle).
- Le château de Montagland (XVIIIe siècle).
- L'enclos funéraire de Jean-François Bodin et Félix Bodin.
- L'église Saint-Pierre, construite par Charles Joly-Leterme.
- Mémorial des fusillés de Bournan, inauguré en 1994 en commémoration des exécutions perpétrées sur la Butte de Bournan pendant la Guerre de Vendée.

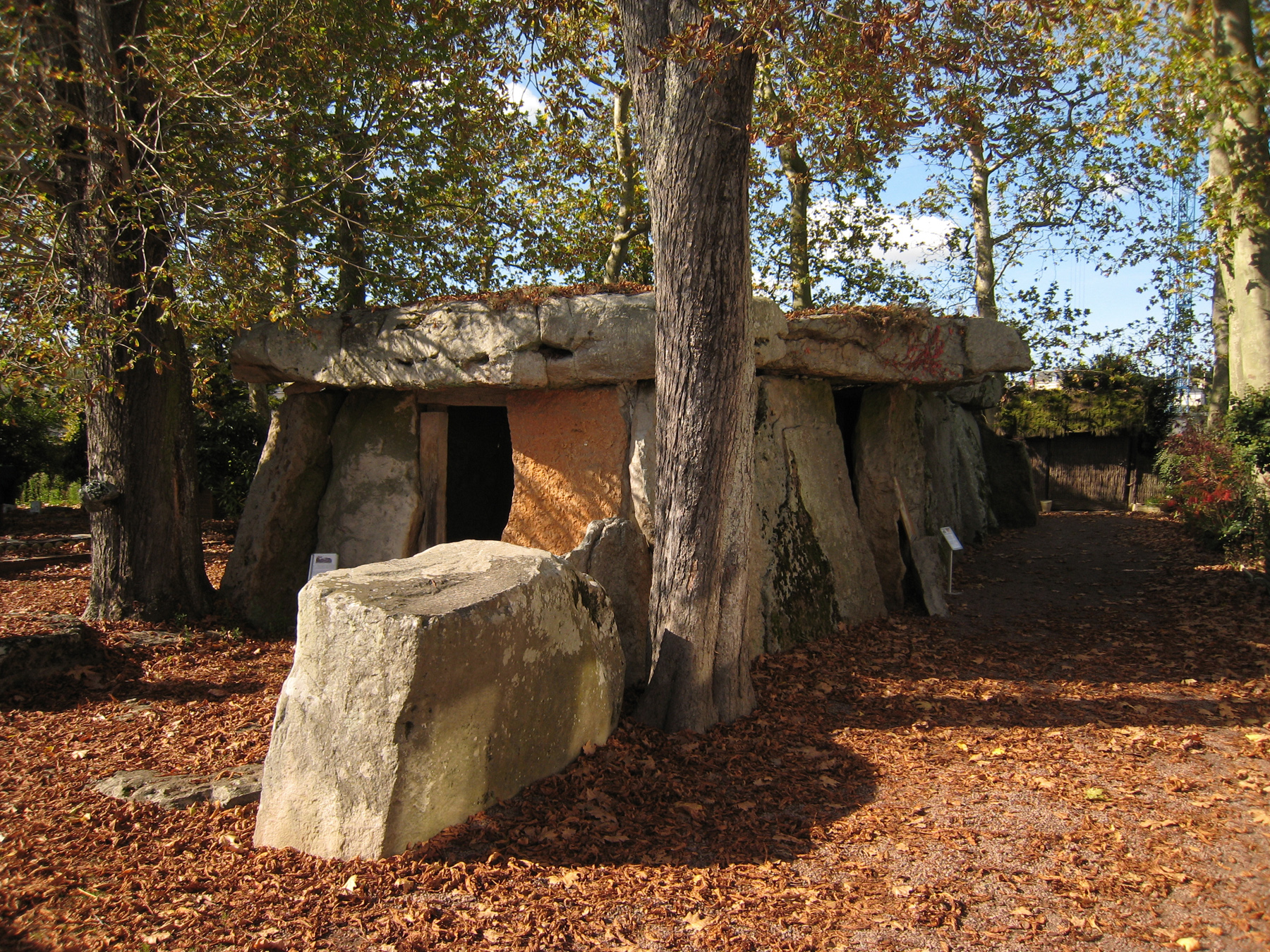
Allée couverte La Grande Pierre Couverte (2007).
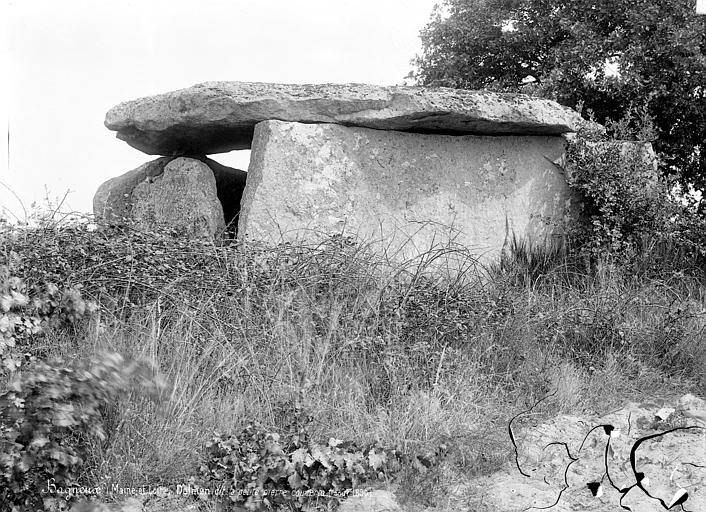
Allée couverte La Petite Pierre Couverte (1890).
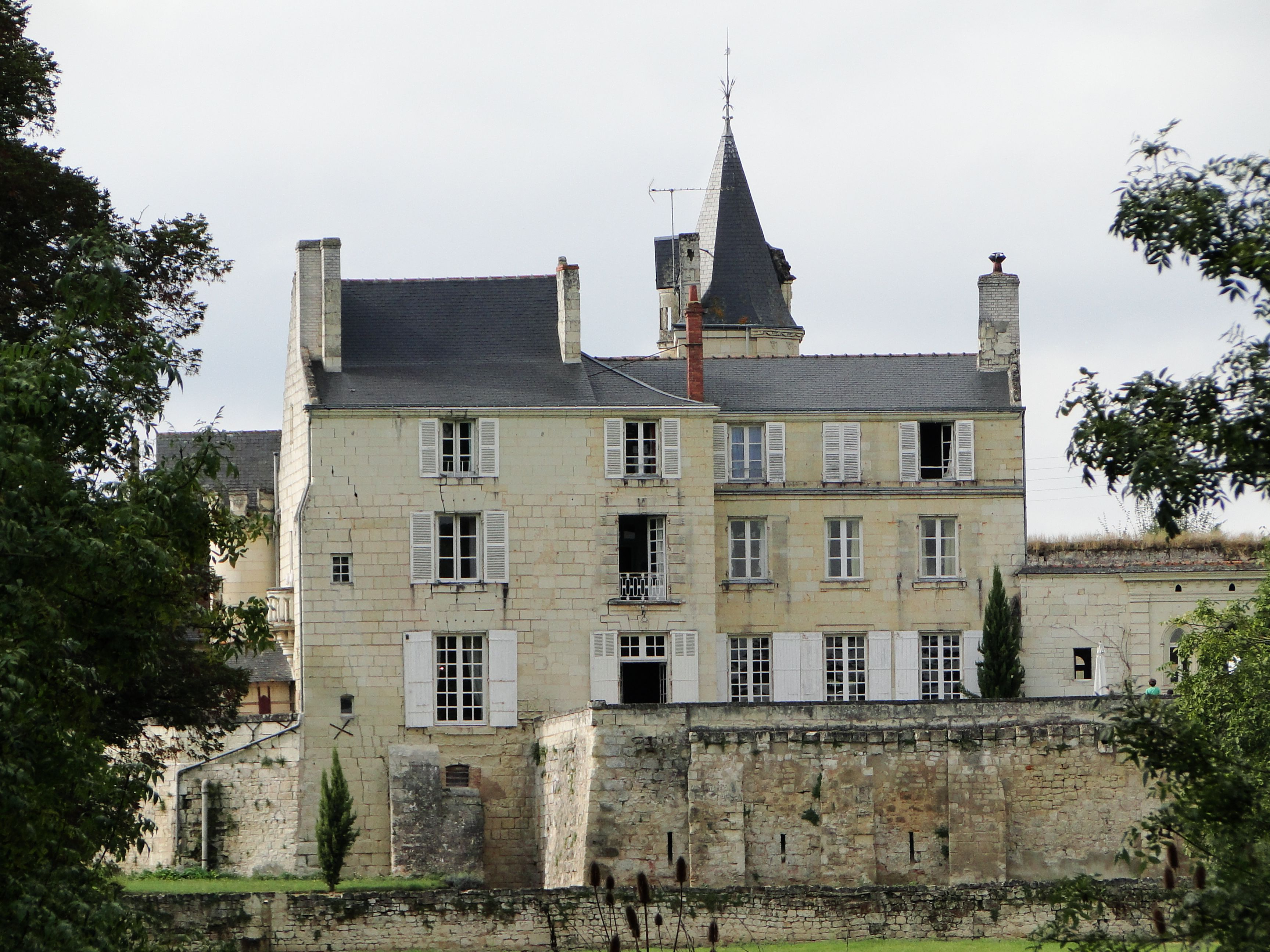
Château du Vieux Bagneux (2013).
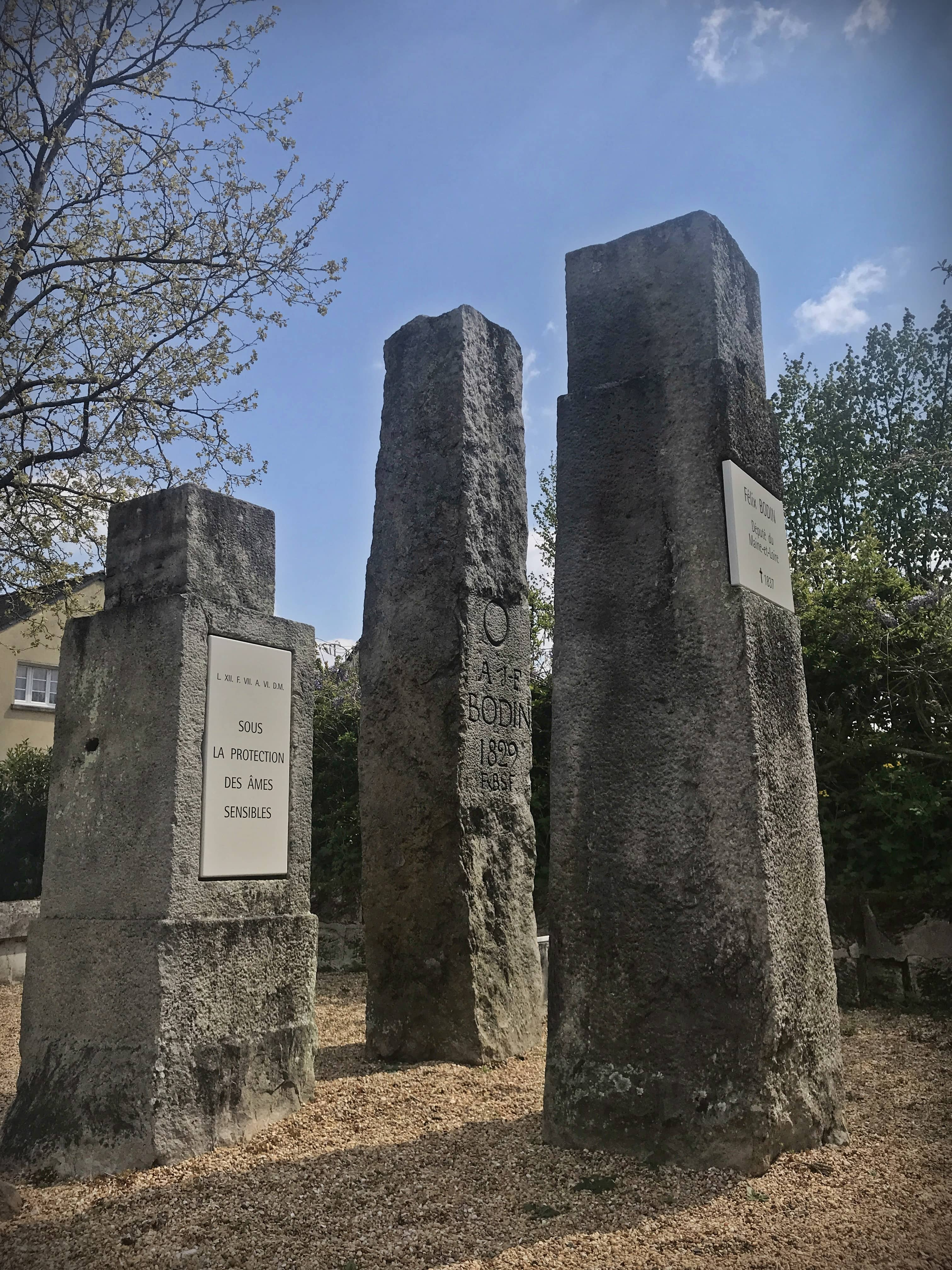
Cimetière Jean-François Bodin (2021).
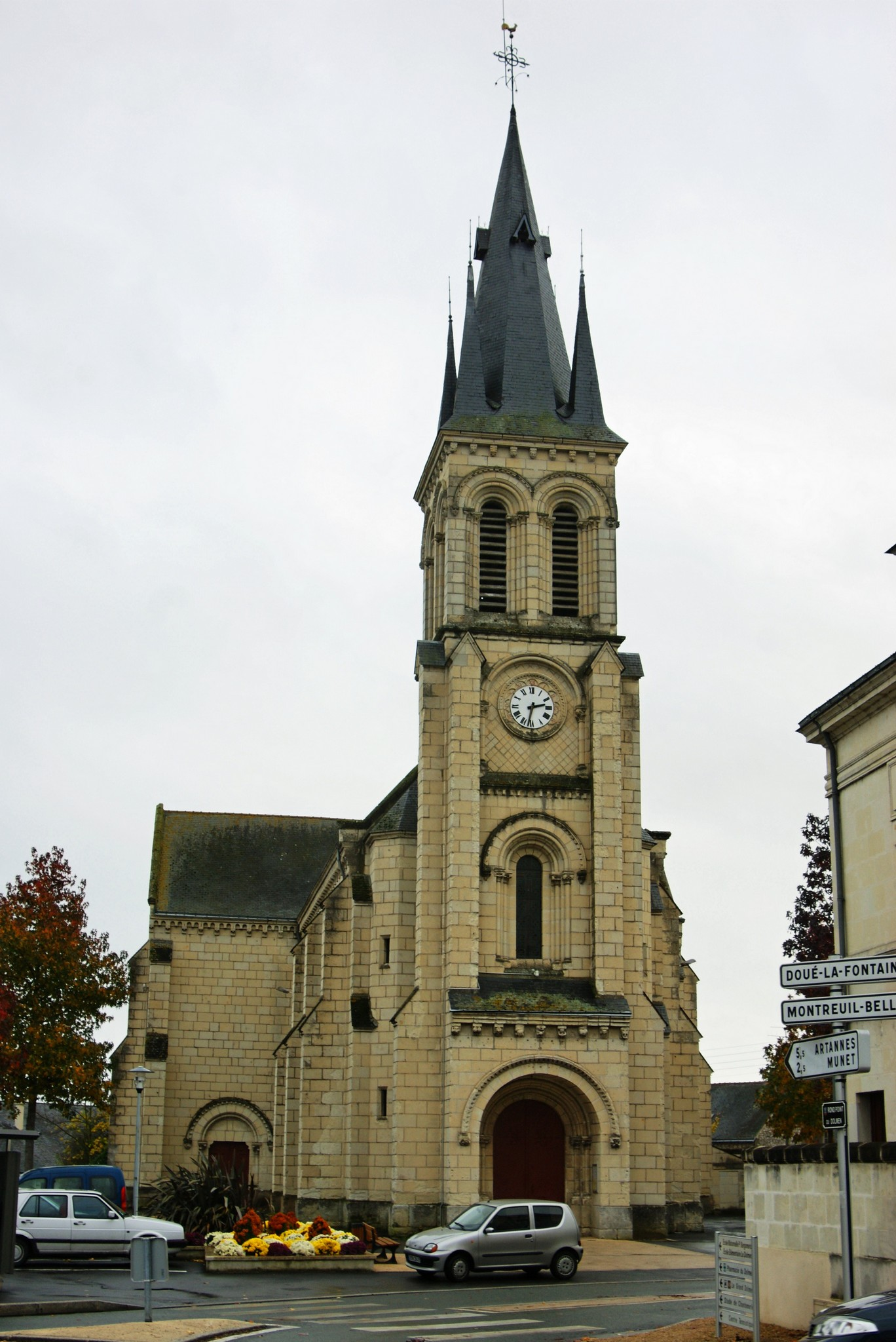
Église Saint-Pierre (2008).
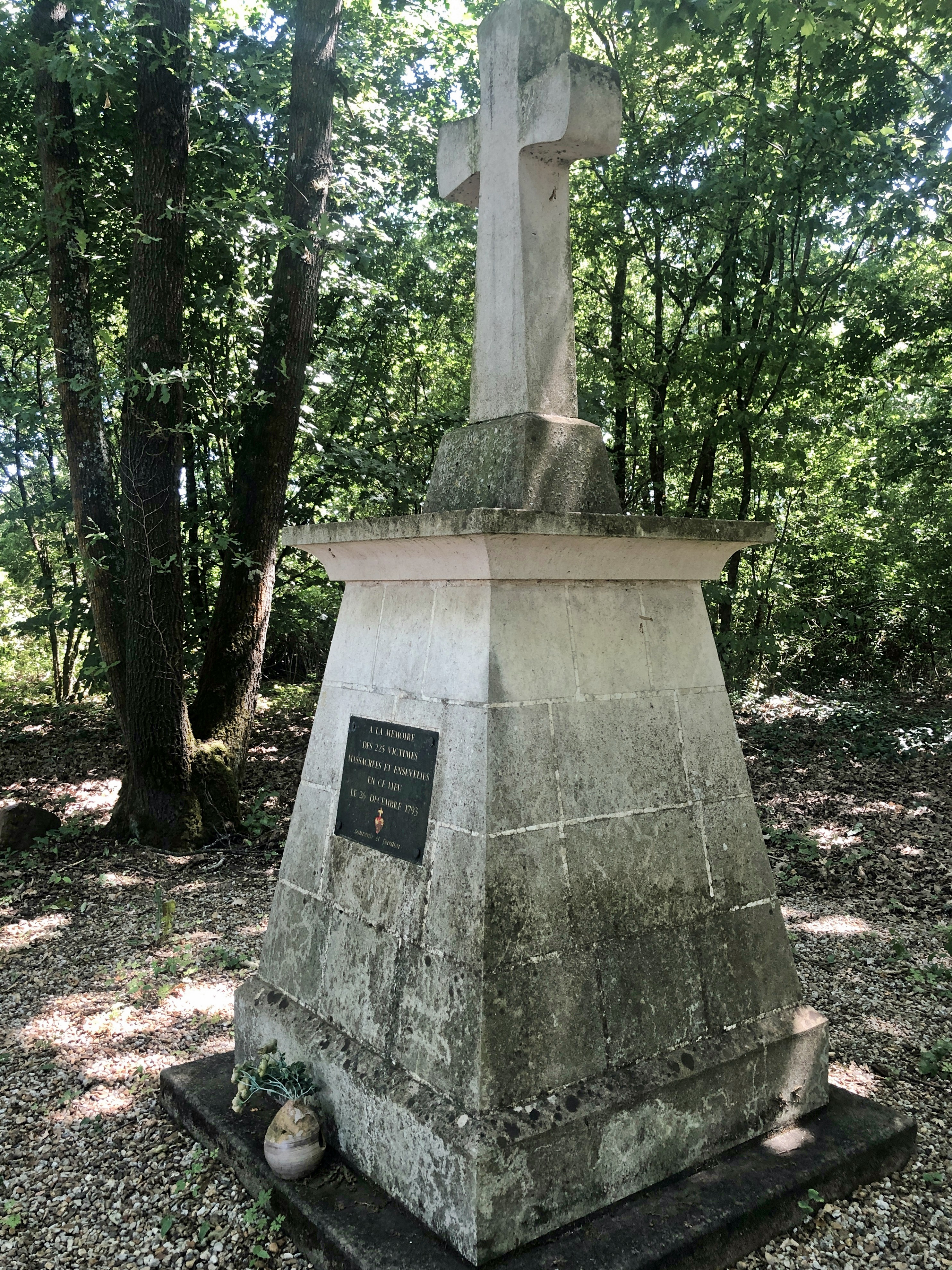
Mémorial des fusillés de Bournan (2022).

### Équipements culturels
- Le Musée du moteur.

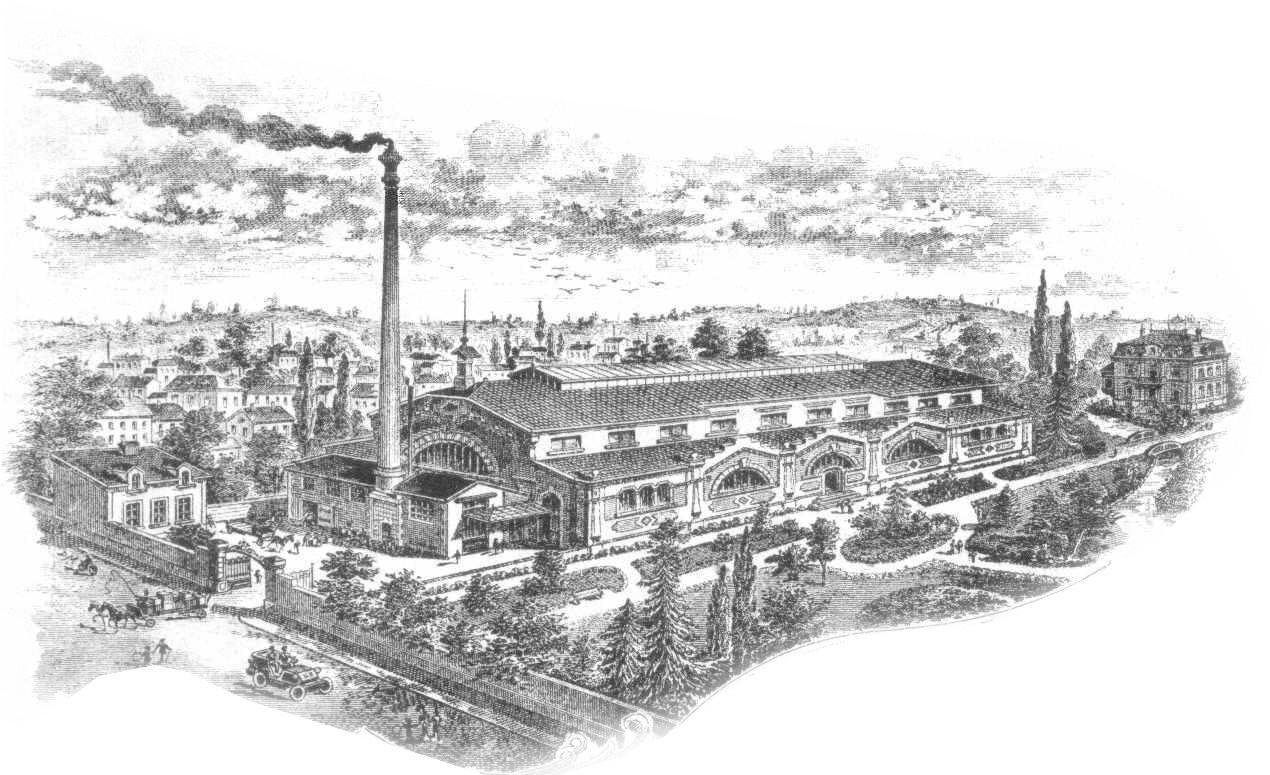
Musée du moteur (ancien usine Caillaud).

### Personnalités liées à la commune
- Gilles Blondé de Bagneux (1729-1800), seigneur du lieu.
- Jean-François Bodin (1766-1829), historien et homme politique, enterré à Bagneux.
- Félix Bodin (1795-1837), essayiste, journaliste, romancier, historien et homme politique, enterré à Bagneux.
- Yves Mirande (1876-1957), dramaturge, scénariste et réalisateur, né à Bagneux.